# Nicocles aemulator
Nicocles aemulator är en tvåvingeart som först beskrevs av Friedrich Hermann Loew 1872.  Nicocles aemulator ingår i släktet Nicocles och familjen rovflugor.
Artens utbredningsområde är Kalifornien. Inga underarter finns listade i Catalogue of Life.